# Jeging
Jeging osztrák község Felső-Ausztria Braunau am Inn-i járásában. 2019 januárjában 691 lakosa volt. 

## Elhelyezkedése

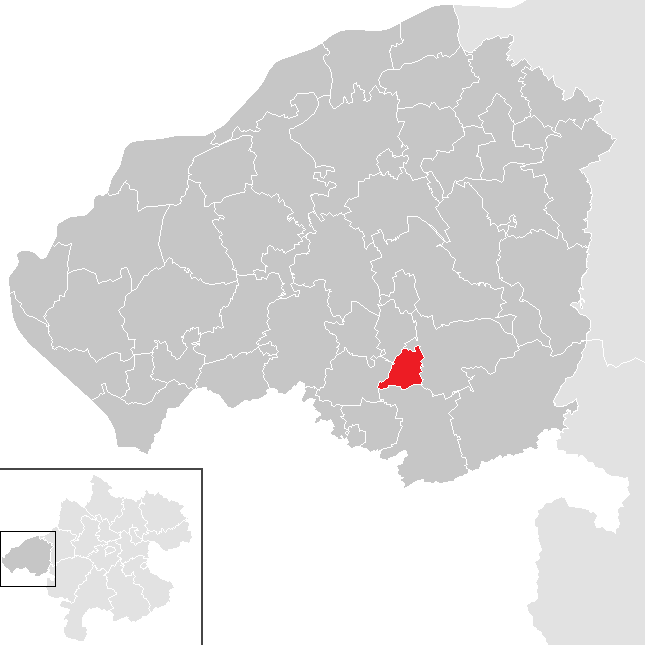
Jeging a Braunau am Inn-i járásban

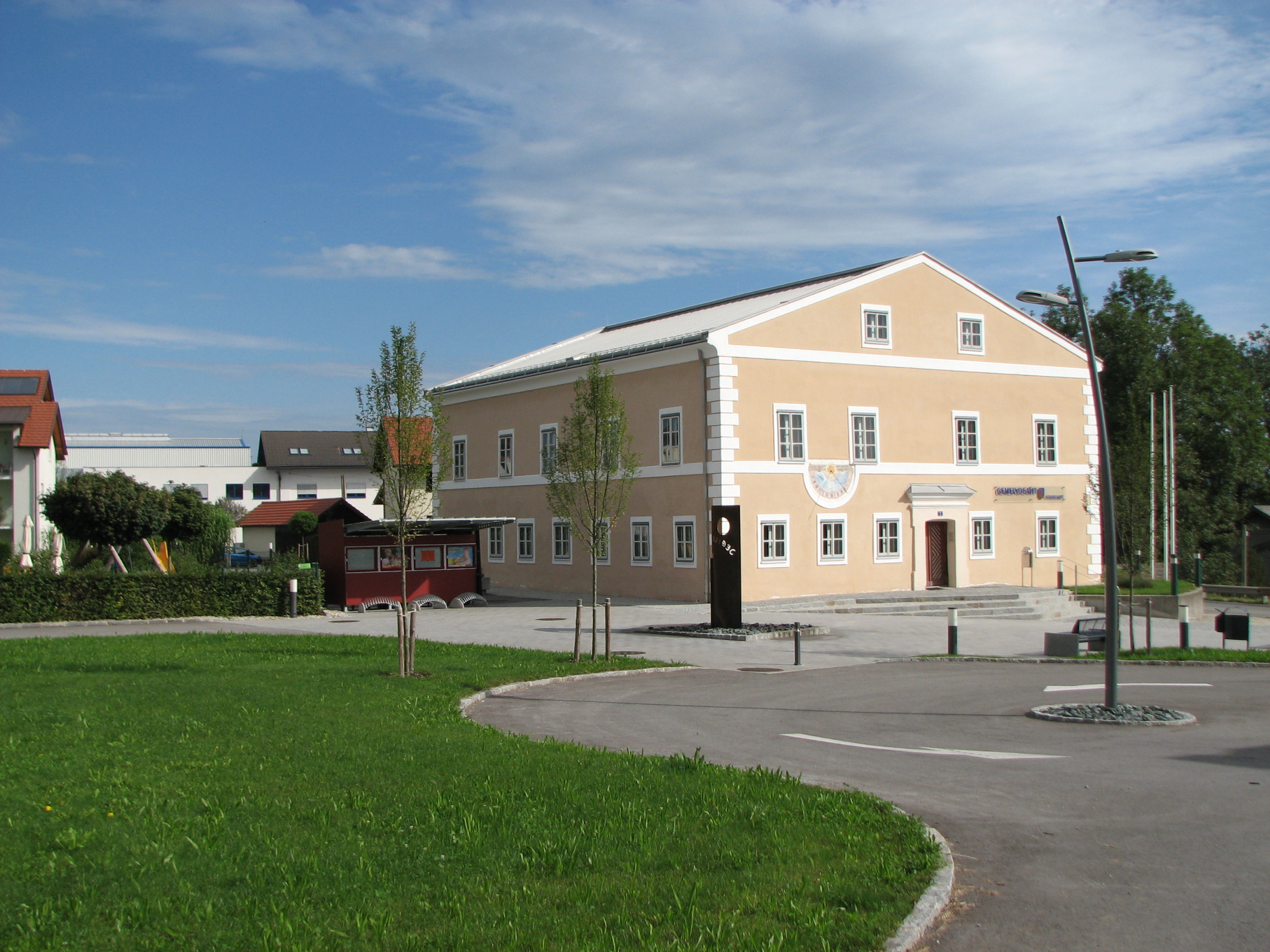
A jegingi községháza

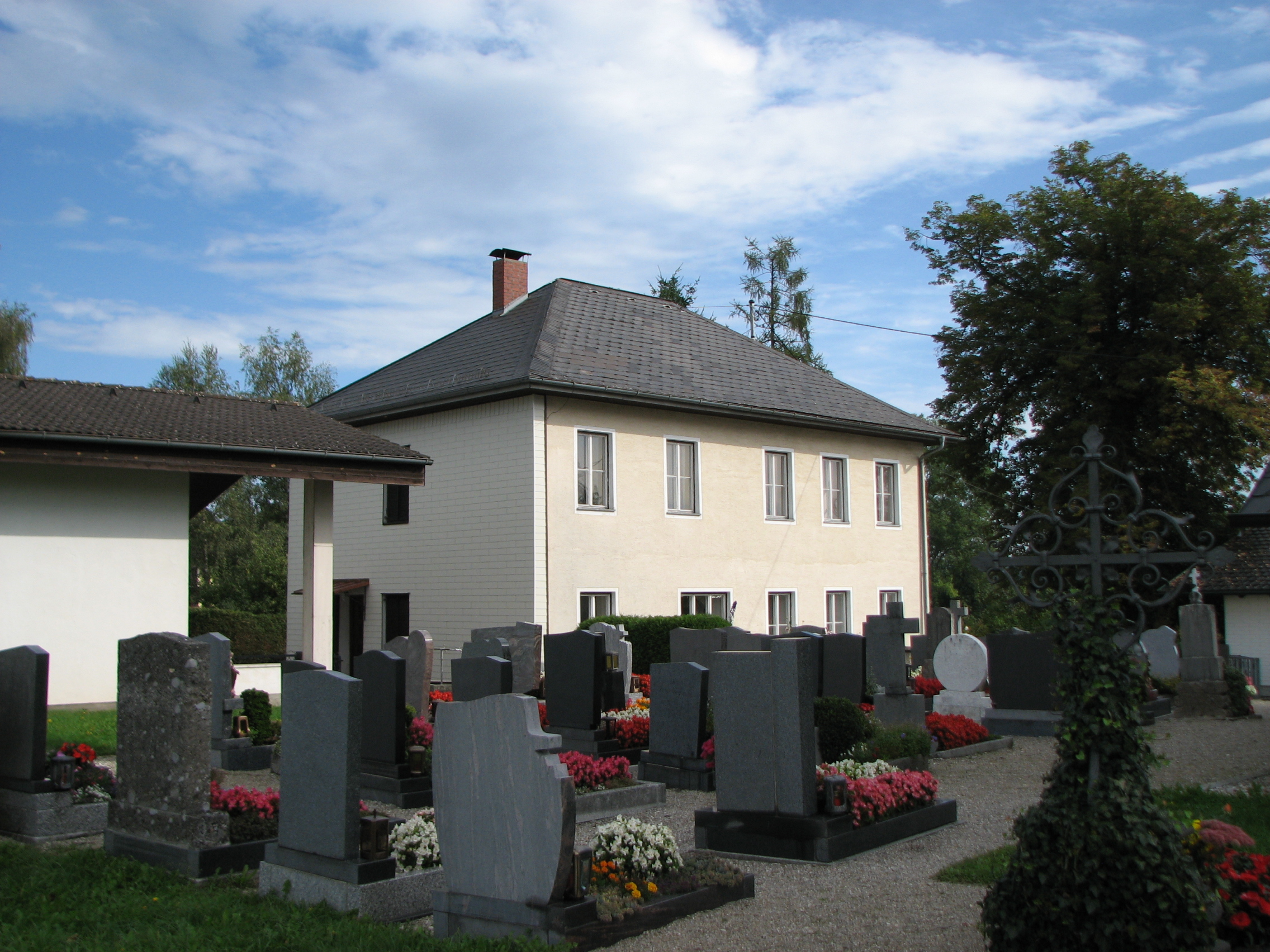
A katolikus plébánia

Jeging Felső-Ausztria Innviertel régiójában fekszik a Mattig folyó mentén. Az önkormányzat 9 településrészt és falut egyesít: Abern (200 lakos 2018-ban), Bernroid (20), Gewerbegebiet (3), Hochhalting (51), Jeging (254), Oberedt (64), Pfaffing (5), Schweiber (80) és Unteredt (14).
A környező önkormányzatok: északra Pfaffstätt, keletre Munderfing, délre Lochen am See, nyugatra Kirchberg bei Mattighofen.   

## Története
A Jeging nemesi nemzetség 753-ig vezethető vissza. Utolsó tagja, a fiúutód nélküli Heinrich von Jeging 1392-ben visszavonult a michaelbeuerni bencés apátságba, birtokait pedig az egyházra hagyta. A falu alapításától kezdve egészen 1779-ig Bajorországhoz tartozott, amikor azonban a bajor örökösödési háborút lezáró tescheni béke következtében a teljes Innviertel Ausztriához került át. A napóleoni háborúk során 1809-ben a régiót a franciákkal szövetséges Bajorország visszakapta, majd Napóleon bukása után ismét Ausztriáé lett.
A köztársaság 1918-as megalakulásakor Jeginget Felső-Ausztria tartományhoz sorolták. Miután Ausztria 1938-ban csatlakozott a Német Birodalomhoz, az Oberdonaui gau része lett. A második világháború után a község visszakerült Felső-Ausztriához. 

## Lakosság
A jegingi önkormányzat területén 2019 januárjában 691 fő élt. A lakosságszám 1961 óta gyarapodó tendenciát mutat. 2016-ban a helybeliek 88,4%-a volt osztrák állampolgár; a külföldiek közül 1,3% a régi (2004 előtti), 6,2% az új EU-tagállamokból érkezett. 3,4% a volt Jugoszlávia (Szlovénia és Horvátország nélkül) vagy Törökország, 0,7% egyéb országok polgára. 2001-ben a lakosok 83,9%-a római katolikusnak, 3,2% evangélikusnak, 1,2% ortodoxnak, 7,2% mohamedánnak, 3,5% pedig felekezeten kívülinek vallotta magát. Ugyanekkor 4 magyar élt a községben; a legnagyobb nemzetiségi csoportokat a német (90,8%) mellett a törökök (5,4%) és a szerbek (1,5%) alkották. 
A lakosság számának változása:

| 2016 | 693 |
| 2018 | 691 |

## Látnivalók
- a Szt. István-plébániatemplom gótikus épülete a 15. századból származik

## Fordítás
- Ez a szócikk részben vagy egészben  a   Jeging című német Wikipédia-szócikk ezen változatának fordításán alapul.  Az eredeti cikk szerkesztőit annak laptörténete sorolja fel. Ez a jelzés csupán a megfogalmazás eredetét és a szerzői jogokat jelzi, nem szolgál a cikkben szereplő információk forrásmegjelöléseként.